# فرناندو پو جونیور
فرناندو پو جونیور (انگلیسی: Fernando Poe Jr.؛ ۲۰ اوت ۱۹۳۹ – ۱۴ دسامبر ۲۰۰۴) بازیگر، کارگردان فیلم و سیاستمدار اهل فیلیپین بود که به «سلطان فیلم‌های فیلیپین» شهرت داشت.
وی در سال ۲۰۱۴ به‌واسطهٔ شهرتی که داشت، نامزد ریاست جمهوری فیلیپین شد که البته در رقابت با گلوریا آرویو شکست خورد و تنها چند ماه به سبب سکته مغزی درگذشت.
وی برندهٔ جوایز گوناگونی شده بود که از آن میان می‌توان به جایزه فاماس اشاره کرد.